# Джорджі Генлі
Джорджина «Джорджі» Генлі (англ. Georgina «Georgie» Henley; 9 липня 1995), Ілклі, Західний Йоркшир, Велика Британія) — англійська акторка, найбільш відома за роллю Люсі Певенсі у фільмі «Хроніки Нарнії: Лев, чаклунка та платтяна шафа», за яку отримала премію «Phoenix Film Critics Society Award» у номінації «Найкраща жіноча роль» серед юних акторок та акторів.

## Біографія
У ранньому дитинстві знімалася у рекламах. Пізніше Джорджі грала у місцевому театральному гуртку під назвою Ilkley Upstagers, де її і знайшов кастинг-директор Піппа Голл під час кастингу для зйомок фільму. Джорджі отримала роль Люсі Певенсі обійшовши більш ніж  2000 інших претенденток.
Роль Люсі Певенсі Джорджі зіграла також і у двох наступних стрічках — «Хроніки Нарнії: Принц Каспіан 2008 року та «Хроніки Нарнії: Підкорювач світанку», прем'єра якого відбулася у 2010 році. Після виходу фільму «Хроніки Нарнії: Лев, чаклунка та платтяна шафа» Джорджі грала у постановці своєї театральної групи Babes in the Wood, побачити яку можна було з 27 січня по 4 лютого 2006 року. Також вона грала роль молодої Джейн Ейр у адаптації однойменного фільму на телеканалі BBC.
З 2013 року Джорджі навчалася у Клер-Коледжі Кембриджського університету, де вивчала англійську мову та літературу. У червні 2016 року Джорджі Генлі закінчила навчання і отримала ступінь "Бакалавр мистецтв".
Під час навчання у Кембриджському університеті Джорджі Генлі брала участь у театральних спектаклях «Play it Again Sam» (укр. «Зіграй ще раз, Семе») Вуді Аллена, «The Penelopiad» (укр. «Пенелопіада») Маргарет Етвуд, «The Trojan Women» (укр. «Троянки») та  «A Clockwork Orange» (укр. «Механічний апельсин») Ентоні Берджеса.
У 2014 Джорджі Генлі вирушає на Единбурзький фестиваль разом з "Cambridge Shortlegs", ще раз граючи в Пенелопіаді роль Евріклеї.
У 2015 році Джорджі зняла свій перший короткометражний фільм під назвою «Tide» (укр. «Приплив»).

## Сім'я
- Повне ім'я Джорджі Генлі — Джорджина Гелен Генлі
- Сестра Джорджі, Рейчел Генлі, зіграла дорослу Люсі Певенсі у фільмі «Хроніки Нарнії: Лев, Чаклунка і платтяна шафа». Також у Джорджі є інша старша сестра, Лора.
- Її батьків звуть Майкл і Гелен Генлі.

## Цікаві факти
- Після зйомок фільму «Хроніки Нарнії: Принц Каспіан» режисер перших двох «Хронік» Ендрю Адамсон подарував кожному з юних акторок і акторів на пам'ять iPod. Джорджі Генлі взяла, ввічливо подякувала, а потім запитала у мами тихенько: «Що це?».
- Джорджі відзначила свій 9-й день народження на знімальному майданчику «Хроніки Нарнії, Лев, чаклунка і платтяна шафа».

## Фільмографія
| Рік  |   | Українська назва                             | Оригінальна назва                                              | Роль         |
| ---- | - | -------------------------------------------- | -------------------------------------------------------------- | ------------ |
| 2005 | ф | Хроніки Нарнії: Лев, чаклунка і чарівна шафа | The Chronicles of Narnia: The Lion, the Witch and the Wardrobe | Люсі Певенсі |
| 2006 | ф | Джейн Ейр                                    | Jane Eyre                                                      | юна Джейн    |
| 2008 | ф | Хроніки Нарнії: Принц Каспіан                | The Chronicles of Narnia: Prince Caspian                       | Люсі Певенсі |
| 2010 | ф | Хроніки Нарнії: Підкорювач Світанку          | The Chronicles of Narnia: The Voyage of the Dawn Treader       | Люсі Певенсі |
| 2013 | ф | Шкільний Проект                              | Perfect Sisters                                                | Бет          |
| 2015 | ф | Сестринство Ночі                             | The Sisterhood of Night                                        | Мері Воррен  |
| 2016 | ф | Доступ До Всіх Областей                      | Access All Areas                                               | Нат          |